# Mike Singletary
Michael Singletary (Houston, Texas, 9 de octubre de 1958), más conocido como Mike Singletary, es un exjugador profesional estadounidense de fútbol americano que se desempeñó en la posición de linebacker en la National Football League (NFL). Es miembro del Salón de la Fama del Fútbol Americano Profesional.

## Carrera
Singletary jugó como profesional doce temporadas en Chicago Bears (1981-1992), equipo en el que se retiró.

## Reconocimiento
El 1 de agosto de 1998, ingresó como miembro al Salón de la Fama del Fútbol Americano Profesional.